# Sporadanthus interruptus
Sporadanthus interruptus är en gräsväxtart som först beskrevs av Ferdinand von Mueller, och fick sitt nu gällande namn av Barbara Gillian Briggs och Lawrence Alexander Sidney Johnson. Sporadanthus interruptus ingår i släktet Sporadanthus och familjen Restionaceae. Inga underarter finns listade i Catalogue of Life.